# 牟長
牟長（？年—？年），字君高，樂安郡臨濟縣（今山東省高青縣）人，牟長的祖先封於牟，春秋末，國家滅亡，因此以牟爲姓。

## 生平
牟長年輕時學習《歐陽尚書》，王莽時，不願當官。
建武二年（公元26年），大司空宋弘徵闢牟長，任命為博士，升任河內太守，後因墾田不實被免官。牟長自從當上博士和河內太守，聽他授課的學生的常有數千人，記錄在冊的前後多達一萬多人。著有《尚書章句》，內容依照歐陽尚書，名為《牟氏章句》。被徵召爲中散大夫，允許返鄉養病一年，後在家中去世。

## 兒子
- 牟紆，原本隱居教書，門生多達千人。漢肅宗聽聞後征召他，任免牟紆爲博士，在就任的路上去世。[4]

## 延伸阅读
[在维基数据编辑]
 《後漢書/卷79上》，出自范晔《後漢書》
 《東觀漢記》